# 莱班新堡
莱班新堡（法語：Châteauneuf-les-Bains，法語發音：[ʃatonœf le bɛ̃]）是法国多姆山省的一个市镇，属于里永区。

## 地理
莱班新堡（46°1'42"N, 2°53'47"E）面积16.92 平方千米，位于法国奥弗涅-罗讷-阿尔卑斯大区多姆山省，该省份为法国中南部省份，北起阿列省接壤，东临卢瓦尔省，南至上盧瓦爾省和康塔爾省，西接科雷兹省和克勒兹省。
与莱班新堡接壤的市镇（或旧市镇、城区）包括：锡乌勒河畔阿亚、布洛莱格利斯、圣昂热勒、奥弗涅地区圣热尔韦、维特拉克。

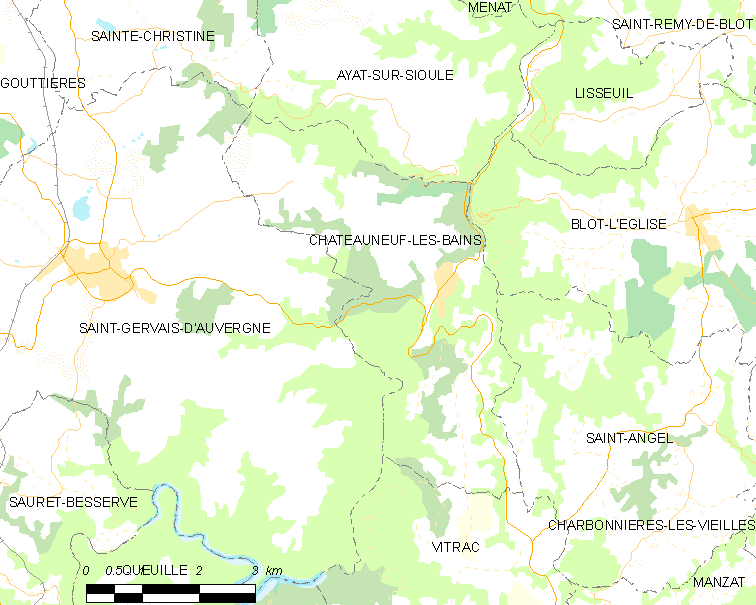
莱班新堡的OSM定位图

莱班新堡的时区为UTC+01:00、UTC+02:00（夏令时）。

## 行政
莱班新堡的邮政编码为63390，INSEE市镇编码为63100。

## 政治
莱班新堡所属的省级选区为圣埃卢瓦莱米讷县。

## 人口

1962-2008年间莱班新堡人口变化图示

莱班新堡于2022年1月1日时的人口数量为311人。